# Heinrich Bruns
Ernst Heinrich Bruns (né le 4 septembre 1848 – mort 23 septembre 1919) est un mathématicien et astronome allemand. Il s'est spécialisé notamment dans la géodésie théorique.

## Biographie
Heinrich Bruns naît le 4 septembre 1848 à Berlin de Caroline Henriette Hasse et Christian Gerhard Bruns.
De 1866 à 1871, il étudie les mathématiques, l'astronomie et la physique à l'université Humboldt de Berlin sous la direction de Ernst Kummer et Karl Weierstrass. Il obtient un doctorat, le titre de sa thèse étant De proprietate quadam functionis potentialis corporum homogeneorum.
De 1872 à 1873, il est employé à l'observatoire de Poulkovo en Russie. Il y rencontre et épouse Marie Wilhelmine Schleussner. En 1873, il devient observateur à l'observatoire de Dorpat en gouvernement de Livonie, où il demeure jusqu'en 1876. Lors de cette période, il enseigne également à l'université de Dorpat.
En 1876, Bruns est nommé professeur associé de mathématiques à l'université de Berlin. Il travaille également à l'Académie de guerre de Prusse et à l'Institut royal de géodésie (de) de Potsdam.
En 1882, il déménage au Royaume de Saxe et devient professeur d'astronomie à l'université de Leipzig et directeur de l'observatoire de Leipzig. La même année, il devient membre de l'Académie allemande des sciences Leopoldina.

## Publications
- (de) Über die Perioden der elliptischen Integrale erster und zweiter Ordnung, Dorpat, 1875
- (de) Die Figur der Erde, Berlin, 1878
- (de) Über eine Aufgabe der Ausgleichsrechnung, Leipzig, 1886
- (de) Über die Integrale des Vielkörperproblems, Leipzig, 1887
- (de) Das Eikonal, Leipzig, 1895